# Nät (matematik)
Inom topologi, ett delområde av matematik, är ett nät en generalisering av begreppet följd. Inom analysen använder man ofta konvergens av följder av element för att undersöka olika egenskaper, t.ex. kontinuitet, kompakthet och/eller slutenhet av mängder och annat. För många topologiska rum är följder dock inte tillräckliga, utan det krävs ett mer generellt begrepp. Detta har att göra med att vissa topologiska rum inte har en uppräknelig lokal bas för sin topologi. 

## Definition
För att kunna definiera ett nät måste vi först definiera begreppet "riktad mängd"
En riktad mängd {\displaystyle A} är en mängd A utrustad med en binär relation {\displaystyle \preceq } som uppfyller följande egenskaper:
- {\displaystyle a\preceq a} för alla {\displaystyle a\in A} (reflexivitet)
- Om {\displaystyle a\preceq b,b\preceq c} så {\displaystyle a\preceq c} (transitivitet)
- För varje {\displaystyle a,b\in A} finns {\displaystyle c\in A} så att {\displaystyle a\preceq c,b\preceq c} (slutenhet uppåt).

Ett nät i ett topologiskt rum X definieras som en avbildning från den riktade mängden A till X, där {\displaystyle a\mapsto x_{a}}.

## Konvergens
Man kan definiera konvergens av ett nät på ett liknande sätt som hos följder. Specifikt säger man att nätet {\displaystyle \{x_{a}\}_{a\in A}} har gränsvärdet {\displaystyle y} om för varje öppen mängd {\displaystyle U\ni y} det finns ett {\displaystyle N\in A} så att {\displaystyle x_{a}\in U} för alla {\displaystyle a\succeq N}.

## Exempel
Eftersom en följd i ett topologiskt rum är en avbildning som till varje naturligt tal n ordnar en punkt {\displaystyle x_{n}} ser vi att en följd är ett exempel på ett nät. Vi kan nämligen lätt verifiera att de naturliga talen är en riktad mängd med sin vanliga ordningsrelation. Det motiverande exemplet inom den allmänna topologin är när A är mängden av omgivningar till en punkt x, med den binära relationen {\displaystyle U\preceq V\Leftrightarrow U\supset V}.
En funktion {\displaystyle f} från de reella talen till ett topologiskt rum {\displaystyle X} är ett annat nät, med den vanliga ordningsrelationen som definierar riktning. 